# Tesla next-generation vehicle
Автомобіль наступного покоління Tesla — це майбутній електромобіль на акумуляторах, який розробляє Tesla . Безіменний автомобіль наступного покоління стане третьою основною платформою для компанії, і очікується, що обсяги виробництва значно перевищать обсяги виробництва моделі 3/Y.
Автомобіль використовуватиме переваги передових виробничих концепцій Tesla, таких як великі одноблокові відливки та структурна батарея з використанням 4680 акумуляторних елементів . Очікується, що виробництво та продаж приблизно половини існуючих найдешевших автомобілів Tesla коштуватимуть значно дешевше.
Автомобіль виготовлятиметься на заводі Gigafactory Mexico, будівництво якого було оголошено в березні 2023 року, і яке також використовуватиметься для створення наступних автомобілів на основі тієї ж платформи.

## історія
Tesla зробила публічні заяви про ще один масовий електромобіль, який буде слідувати за Model Y і буде значно дешевшим за Model 3 . У жовтні 2022 року компанія заявила, що команда інженерів Tesla зосередилася на цьому, і що це буде вдвічі дешевше платформи Model 3/Y.
Новий автомобіль розроблявся з 2022 року. Аналітики галузі називають автомобіль Tesla за 25 000 доларів США.
У березні 2023, Очікується, що новий силовий агрегат буде ефективнішим і коштуватиме менше, але потужність, крутний момент і швидкість не обговорювалися. Очікується, що привід коштуватиме приблизно 1000 доларів і не міститиме рідкісноземельних мінералів. Усі контролери будуть розроблені Tesla.
Автомобіль буде виготовлено на новому заводі Gigafactory Mexico.